# Ротонда (Потенца)
Ротонда (итал. Rotonda) је насеље у Италији у округу Потенца, региону Базиликата.
Према процени из 2011. у насељу је живело 1699 становника. Насеље се налази на надморској висини од 580 м.

## Становништво
Према резултатима пописа становништва 2011. у општини је живело 3.519 становника.
| 1931. | 1936. | 1951. | 1961. | 1971. | 1981. | 1991. | 2001. | 2011. |
| ----- | ----- | ----- | ----- | ----- | ----- | ----- | ----- | ----- |
| 3.848 | 4.005 | 4.337 | 4.309 | 4.105 | 3.906 | 4.011 | 3.888 | 3.519 |